# Beisebol nos Jogos Sul-Americanos de 2010
O torneio de beisebol nos Jogos Sul-Americanos de 2010 ocorreu entre 22 e 27 de março no Diamante de Béisbol Luis Alberto Villegas, em Medellín. Apenas um evento masculino foi disputado com quatro equipes.

## Calendário
| Março    | 17 | 18 | 19 | 20 | 21 | 22 | 23 | 24 | 25 | 26 | 27 | 28 | 29 | 30 | T |
| -------- | -- | -- | -- | -- | -- | -- | -- | -- | -- | -- | -- | -- | -- | -- | - |
| Beisebol |    |    |    |    |    |    |    |    |    |    | 1  |    |    |    | 1 |

## Medalhistas
| Evento    | Ouro | Prata | Bronze |
| Masculino | Arturo Rivas Jesús Mogollón Israel Díaz Wilmer Alvarado Williams Vásquez Humberto Querales Juan Bustamante Jean Centeno Edgar Bruzual Carlos Birriel Jesús Martínez Isral Camacaro Jhonathan Sivira Juan Lucena Orlando Perdomo Dennis Campos Víctor Maracaputo Jesús Yepes Leonel Campos Juvenal Lara Erick Arteaga VEN Venezuela | Luis Torres Jayson de Aguas Juan Carlos Llamas Cristian Mendoza Hernán Gúzman Alejandro Beyer Sebastián Villegas Juan José Ariza Hamilton Sarabia Ronald Ramírez Carlos Ladeuth Diover Ávila Jonathan Lozada Adolfo Gómez Dorian Castro Ismael Castro Carlos Villalobos Carlos Baicazar Reynaldo Correal Yesid Salazar Ronald Ramírez COL Colômbia | Cristian Murillo Ignacio Hernández Nicolás Solari Sebastián Fontana Martín Mondino Mariano Cádiz Miguel García Eduardo Zurbriggen Gabriel Sanso Guido Monis Gastón Wilsen Matías Ledezma Leandro Juárez Federico Tanco Rolando Arnedo Juan Francisco Martín Pablo Leone Lionel Hernández Sebastián García César Yanello Ezequiel Suárez Lela Rodrigo Bruera ARG Argentina |

## Resultados

### Primeira fase
| Equipe                    | Pts | J | V | E | D | PF | PC |
| ------------------------- | --- | - | - | - | - | -- | -- |
| VEN Venezuela             | 9   | 3 | 3 | 0 | 0 | 32 | 11 |
| COL Colômbia              | 6   | 3 | 2 | 0 | 1 | 12 | 16 |
| AHO Antilhas Neerlandesas | 3   | 3 | 1 | 0 | 2 | 17 | 14 |
| ARG Argentina             | 0   | 3 | 0 | 0 | 3 | 11 | 31 |

Todos os jogos seguem a hora oficial de Medellín (UTC-5)
| Horário     | Jogo                  | Jogo | Jogo                  |
| ----------- | --------------------- | ---- | --------------------- |
| 22 de março |                       |      |                       |
| 09:00       | Venezuela             | 5–4  | Antilhas Neerlandesas |
| 13:00       | Argentina             | 2–5  | Colômbia              |
| 23 de março |                       |      |                       |
| 09:00       | Antilhas Neerlandesas | 10–5 | Argentina             |
| 13:00       | Colômbia              | 3–11 | Venezuela             |
| 24 de março |                       |      |                       |
| 09:00       | Argentina             | 4–16 | Venezuela             |
| 13:00       | Antilhas Neerlandesas | 3–4  | Colômbia              |

### Fase final
| Horário                  | Jogo      | Jogo | Jogo                  |
| ------------------------ | --------- | ---- | --------------------- |
| Semifinais - 26 de março |           |      |                       |
| 09:00                    | Venezuela | 11–1 | Argentina             |
| 13:00                    | Colômbia  | 3–2  | Antilhas Neerlandesas |

| Horário                           | Jogo      | Jogo | Jogo                  |
| --------------------------------- | --------- | ---- | --------------------- |
| Disputa pelo bronze - 27 de março |           |      |                       |
| 09:00                             | Argentina | 8–6  | Antilhas Neerlandesas |
| Final - 27 de março               |           |      |                       |
| 13:00                             | Venezuela | 10–8 | Colômbia              |

## Classificação final
| Pos. | Equipe                    |
| ---- | ------------------------- |
|      | VEN Venezuela             |
|      | COL Colômbia              |
|      | ARG Argentina             |
| 4    | AHO Antilhas Neerlandesas |